# Eudistoma bifurcum
Eudistoma bifurcum is een zakpijpensoort uit de familie van de Polycitoridae. De wetenschappelijke naam van de soort is voor het eerst geldig gepubliceerd in 2006 door Monniot & Monniot.